# Marasur Agrahara, Anekal
Marasur Agrahara là một làng thuộc tehsil Anekal, huyện Bangalore Urban, bang Karnataka, Ấn Độ.